# Натузиус, Филипп Энгельгард фон
Филипп Энгельгард фон Натузиус (5 ноября 1815, Альтхальденслебен — 16 августа 1872, Люцерн) — германский публицист и издатель консервативного направления и благотворитель, поэт, брат зоолога Германа Натузиуса и биолога Вильгельма Натузиуса. Его супругой была детская писательница Мария Натузиус, сыновьями — богослов Мартин фон Натузиус и политик Филипп Натузиус-младший.

## Биография
Приходился сыном богатому землевладельцу и промышленнику Иоганну Готлибу Натузиусу. Детские годы провёл в семейном имении в Альтхальденслебене, где получил начальное образование под руководством репетиторов. С 1832 года по воле отца начал изучение производства фарфора и фаянса для возможности будущего управления семейными предприятиями, работавшими в этой отрасли, одновременно под влиянием бабушки-поэтессы увлекаясь литературой. После смерти отца в 1835 году первоначально взял на себя управление значительной частью его промышленных и сельскохозяйственных предприятий, но в 1848 году передал управление ими братьям, чтобы посвятить жизнь литературе и благотворительности. Ещё в 1839—1841 годах издал несколько сборников стихотворений, в 1841 году женился на писательнице Марии и основал детский приют (впоследствии вместе с женой организовал ещё несколько приютов для женщин и детей). В 1848 году был одним из наиболее активных сотрудников органа юнкерской партии, «Kreuzzeitung», а с 1849 года работал в редакции «Volksblattes für Stadt und Land zur Belehrung und Unterhaltung», дешёвой газеты, имевшей целью проводить в крестьянскую среду строго консервативные воззрения; с 1851 года был её главным редактором и с 1861 года издателем (с 1871 года газетой управлял его сын Мартин). 
В брошюре «Zür Verständigung über die Union» (Галле, 1857) выступил горячим противником объединения протестантских вероучений. 
В 1861 году по случаю коронации Вильгельма I был возведён во дворянство. В 1865 году приобрёл усадьбу Людом, с этого же года начал болеть и отошёл от активной деятельности до конца жизни.
В 1870 опубликовал мемуары Вильгельм фон Кюгельгена «Детские воспоминания старого человека» («нем. Jugenderinnerungen eines Alten Mannes», книга пользовалась большой популярностью у читателей и была много раз переиздана.